# Fossò
Fossò település Olaszországban, Veneto régióban, Velence megyében. Lakosainak száma 7077 fő (2023. január 1.). Fossò Campolongo Maggiore, Camponogara, Dolo, Sant’Angelo di Piove di Sacco, Stra és Vigonovo községekkel határos.

## Népesség
A település népességének változása:
| Lakosok száma | 7020 | 7041 | 7077 |
|               | 2017 | 2018 | 2023 |